# Crawfordsville (Indiana)
Crawfordsville ist eine City im US-Bundesstaat Indiana mit etwa 16.306 Einwohnern.
Sie ist County Seat (Verwaltungssitz) des Montgomery County.

## Geschichte
Als französische Händler und Missionare als erste Weiße in die Gegend des heutigen Crawfordsville kamen, war diese von verschiedenen Indianerstämmen, darunter Miami und Shawnee, bewohnt. Während des Britisch-Amerikanischen Krieges ab dem Jahr 1812 schlugen sich einige Stämme auf die Seite der Briten. 1813 drangen Angehörige der amerikanischen Armee in das noch von Indianern gehaltene Gebiet vor. Sie fanden dicht bewaldetes Land und Rohstoffe wie Ton und Schiefer vor. Aufgrund des Treaty of St. Mary’s (dt.: Vertrag von St. Mary’s) von 1817 wurde von den Indianerstämmen Land abgetreten und eine dauerhafte Besiedlung des Gebietes begann um das Jahr 1823.
Viele der frühen Siedler kamen aus Kentucky, Virginia, North Carolina und Ohio. Einer der Beweggründe, sich in Crawfordsville niederzulassen,  war das hier bestehende Maß an Rechtssicherheit bezüglich des einmal erworbenen Landbesitzes, die in anderen Gegenden weniger ausgeprägt war und daher oftmals zu Rechtsstreitigkeiten führte. 1834 wurde der Ort endgültig als Gemeinde registriert.
Mitte des 19. Jahrhunderts wurde Crawfordsville mit der Erschließung der Gegend durch die Eisenbahn zu einem Verkehrsknotenpunkt und Handelszentrum. In der Stadt entstanden unter anderem Webereien, Gerbereien und Ziegeleien. Im Jahr 1832 wurde das Wabash College eingerichtet, das bis heute nur männlichen Studenten offensteht. Im Jahr 1860 hatte der Ort 1922 Einwohner. 1882 wurde in Crawfordsville ein Telefonnetz in Betrieb genommen und 1890 erhielt der Ort ein eigenes Elektrizitätswerk.
In Crawfordsville befindet sich das General Lew Wallace Study, ein Gebäude, das dem Autor Lew Wallace als Arbeitsraum diente und das 1976 als National Historic Landmark eingetragen wurde.

## Verkehr
In Crawfordsville kreuzen sich die US-Highways 231 und 136.
Die Stadt ist Eigentümerin des 1946 in Betrieb genommenen Crawfordsville Municipal Airport, der etwa fünf Kilometer südlich der Stadt liegt.

## Söhne und Töchter der Stadt
- John Beard Allen (1845–1903), Politiker
- Joseph Percival Allen (* 1937), Astronaut
- Sidney De Paris (1905–1967), Jazzmusiker
- Bryan James Hellwig (1959–2014), Wrestler
- Charles D. Herron (1877–1977), Generalleutnant der United States Army
- Kent Kessler (* 1957), Jazzmusiker
- Eleanor Lambert (1903–2003), Journalistin
- Howard Wilcox (1889–1923), Automobilrennfahrer
- Jacob Wilson (* 1990), Automobilrennfahrer
- John Lockwood Wilson (1850–1912), Politiker